# ملیس سزن
ملیس سزن (انگلیسی: Melis Sezen؛ زادهٔ ۲ ژانویهٔ ۱۹۹۷) بازیگر اهل ترکیه است. وی از سال ۲۰۱۶ میلادی تاکنون مشغول فعالیت بوده‌است.
از سریالهایی که او در آن‌ها ایفای نقش کرده است می‌توان به بی‌صداقت (۲۰۲۰ - ۲۰۲۲)، گل‌جمال  (۲۰۲۳) و دها (۲۰۲۴ - ۲۰۲۵) اشاره کرد. او در سال ۲۰۲۱ میلادی جوایز پروانهٔ طلایی را دریافت کرده است.

## زندگی و بازیگری
ملیس سزن در ۲ ژانویه ۱۹۹۷ میلادی در ناحیه سیلیوری در نزدیکی استانبول به دنیا آمد. او تحصیلات دبیرستان خود را در دبیرستان سلیم پاشای آتاترک آناتولی به پایان رساند. خانواده پدری او از مهاجران آلبانیایی مقدونیه هستند، در حالی که اعضای خانواده مادری او از ترک‌های مهاجر شهر تسالونیکی در یونان هستند. او یک برادر کوچک‌تر دارد و خانواده او در حرفه بازرگانی و تجارت مشغول هستند. او در مصاحبه‌ای اشاره کرد که خانواده‌اش از تصمیم او برای شروع کار به عنوان بازیگر تئاتر حمایت کردند. او همچنین در مصاحبه‌ای دیگر می‌گوید که این مادرش بود که علاقه او را به بازیگری کشف کرد و او را در مرکز هنری Müjdat Gezen نام‌نویسی کرد. ملیس سزن از ۱۲ سالگی به مدت یک سال در این مرکز هنری مشغول به آموزش درام بود. سپس نقشی را در نمایش Cümbüş-ü Hospital در تئاتر علی سولماز در سیلیوری به دست آورد. در همین حال، او تحصیلات خود را ادامه داد و از دانشگاه کوچ و دانشکده گروه رسانه و هنرهای تجسمی فارغ‌التحصیل شد. در میان سال‌های ۲۰۱۶ تا ۲۰۱۷، او نخستین حضور تلویزیونی خود را با بازی در سریال زندگی گاهی شیرین است (Hayat Bazen Tatlıdır) انجام داد.
او در سال‌های ۲۰۱۷ تا ۲۰۱۸ نقش اِبرو را در سریال تلویزیونی مروارید سیاه (Siyah İnci) بازی کرد. او در سال ۲۰۱۸ فیلم سینمایی خود را با تعدادی فیلم مستقل ساخت.  او ابتدا در فیلم سینمایی دنیا هالی (Dünya Hali) و پس از آن در فیلم سینمایی دشت روباه (Tilki Yuvası) بازی کرد.
پس از این فیلم ها، او اولین نقش جدی سینمایی خود را در بخاطر ما قهرمان (Bizim İçin Şampiyon) داشت. او در سال ۲۰۱۹ در سریال لکه (Leke) با بازی در نقش یاسمین به ایفای نقش پرداخت. او به دنبال این سریال نقش اصلی دیگری در سریال گذشته دوست‌داشتنی (Sevgili Geçmiş) در نقش درن به دست آورد. او همچنین در سال ۲۰۱۹ در فیلم معجزه ۲: عشق (Mucize 2: Aşk) در نقش برن ایفای نقش کرد. در همان سال، ملیس سزن همچنین در فهرست ۱۰۰ نام اول فهرست ستاره‌های بانک اطلاعات اینترنتی فیلم‌ها (IMDb) قرار گرفت.
در سال ۲۰۲۰، او نقش اصلی نازان را در مینی سریال تاریخی یا استقلال یا مرگ (Ya İstiklal Ya Ölüm) ایفا کرد، که داستان اشغال قسطنطنیه، انحلال مجلس نمایندگان، جنبش قوای ملیه به رهبری آتاترک در مجلس ملی جدید را روایت می‌کند. او همچنین در فیلم سینمایی Kovala ایفای نقش کرد که در آغاز قرار بود در ۱۷ آوریل ۲۰۲۰ اکران شود. اما به دنبال تدابیر جدیدی که در نتیجه همه‌گیری کووید در ترکیه اعمال شد، تاریخ نمایش به تاریخ دیگری موکول شد. در سال‌های ۲۰۲۰ تا ۲۰۲۲ میلادی، او در نقش اصلی درین در کنار بازیگرانی همچون جانسو دره و جانر جیندوروک در سریال بی‌صداقت (که اقتباسی از که از سریال دکتر فاستر بود) در کانال د ترکیه به ایفای نقش پرداخت. او در سال ۲۰۲۱ در سریال فاطما که در شبکه نتفلیکس ترکیه پخش شد در کنار بورجو بیریجیک از نقش‌های اصلی سریال بود. در همین سال او در کنار باریش آردوچ در یک تبلیغ تجاری برای شرکت ترکسل همبازی بود. همچنین در سال ۲۰۲۱ جایزه ستارگان درخشان را دریافت کرد.
ملیس سزن در سال ۲۰۲۳ در سریال گل‌جمال در نقش اصلی دوا حضور داشت. او در سال ۲۰۲۴ و ۲۰۲۵ در سریال دها در نقش اصلی ایمره به ایفای نقش پرداخت.

## فیلم‌شناسی

### فیلم
| سال  | عنوان اصلی             | عنوان            | نقش        | کارگردان             | عنوان نقش | Ref(s) |
| ---- | ---------------------- | ---------------- | ---------- | -------------------- | --------- | ------ |
| ۲۰۱۸ | Dünya Hali             | دنیا حالی        | گیزم       | عمر جان              | نقش اصلی  |        |
| ۲۰۱۸ | Bizim İçin Şampiyon    | برای ما قهرمان   | اسرا آتمان | احمد کاتیکسیز        | نقش مکمل  |        |
| ۲۰۱۹ | Mucize 2: Aşk          | معجزه ۲: عشق     | برن        | ماهسون قرمزی‌گل       | نقش مکمل  |        |
| ۲۰۲۱ | Kovala                 | کووالا           | مروه       | بوراک کوکا           | نقش اصلی  |        |
| ۲۰۲۱ | Tilki Yuvasi           | لانه روباه       | آیلین      | امید بورچین گل سچگین | نقش اصلی  |        |
| ۲۰۲۴ | Bir Cumhuriyet Şarkısı | ترانه یک جمهوریت | مدیحا      | یاغیز آلپ آک‌آیدین    | نقش اصلی  |        |
| ۲۰۲۴ | Şımarık                | ویرانه           | آسنا       | اونور اونلو          | نقش اصلی  |        |
| ن/م  | Masha's Mushroom       | Masha's Mushroom | Alex       | White Cross          | پیش تولید |        |

### اینترنتی
| سال  | عنوان اصلی           | عنوان               | نقش          | پلتفرم     | عنوان نقش         | Ref(s) |
| ---- | -------------------- | ------------------- | ------------ | ---------- | ----------------- | ------ |
| ۲۰۱۹ | Sincere Voices Choir | İçten Sesler Korosu | اویکو        | یوتیوب     | نقش اصلی - ۲ قسمت |        |
| ۲۰۲۱ | Fatma                | فاطما               | Hayat Kadını | نتفلیکس    | ۱ قسمت            |        |
| ن/م  | Nomen                | Nomen               | دورو         | دیزنی پلاس | نقش اصلی          | [ ۱۶ ] |

### تلویزیون
| سال       | عنوان اصلی          | عنوان                | نقش            | شبکه        | عنوان نقش                      | Ref(s) |
| --------- | ------------------- | -------------------- | -------------- | ----------- | ------------------------------ | ------ |
| ۲۰۱۶–۲۰۱۷ | Hayat Bazen Tatli   | زندگی گاهی شیرین است | آسیا توران     | استار تی‌وی  | نقش اصلی - ۲۶ قسمت             |        |
| ۲۰۱۷–۲۰۱۸ | Siyah İnci          | مروارید سیاه         | ابرو           | استار تی‌وی  | نقش اصلی - ۲۰ قسمت             |        |
| ۲۰۱۹      | Leke                | لکه                  | یاسمین آدیوار  | کانال د     | نقش اصلی - ۹ قسمت              |        |
| ۲۰۱۹      | Sevgili Geçmis      | گذشته دوست‌داشتنی     | درن کوتلو      | استار تی‌وی  | نقش اصلی - ۸ قسمت              |        |
| ۲۰۲۰      | Ya İstiklal Ya Ölüm | یا استقلال یا مرگ    | نازان خانم     | تی‌آرتی ۱    | نقش اصلی - ۱۲ قسمت             |        |
| ۲۰۲۰–۲۰۲۲ | Sadakatsiz          | بی‌صداقت              | درین گوچلو     | کانال د     | نقش اصلی - ۶۰ قسمت             |        |
| ۲۰۲۲      | ?Maske Kimsin Sen   | ای ماسک زده کی هستی؟ | خودش           | NOW (ترکیه) | داور برنامه تلویزیونی - ۹ قسمت |        |
| ۲۰۲۳      | Gülcemal            | گل‌جمال               | دوا نقاش اوغلو | NOW (ترکیه) | نقش اصلی - ۱۳ قسمت             |        |
| ۲۰۲۴–۲۰۲۵ | Deha                | دها                  | ایمره کاران    | شو تی‌وی     | نقش اصلی                       |        |